# Les Cœurs brûlés (film)
Pour les articles homonymes, voir Les Cœurs brûlés.
Pour plus de détails, voir Fiche technique et Distribution.
Les Cœurs brûlés (arabe : القلوب المحترقة) est un film marocain réalisé par Ahmed El Maânouni et sorti en 2007.

## Synopsis
Amin, qui vit en France, revient au Maroc pour revoir son oncle mourant : l’homme qui l’a élevé depuis la mort de sa mère et auquel il n'a jamais pardonné sa violence et sa cruauté.
Amin se souvient de son enfance malheureuse et de la mort tragique de sa mère. Entre-temps, il va rencontrer Hourya, jeune fille gaie et pleine de vie. Une histoire d'amour commence.

## Fiche technique
- Titre original : القلوب المحترقة
- Titre français : Les Cœurs brûlés
- Titre anglais : Burned Hearts
- Réalisation : Ahmed El Maânouni
- Scénario : Ahmed El Maânouni
- Dialogues : Ahmed Taïeb El Alj, Abdelhak Berni
- Photographie : Pierre Boffety
- Montage : Oussama Oussidhoum
- Musique : Mohamed Derhem, Abdelaziz Tahiri
- Production : Ahmed El Maanouni
- Sociétés de production : Rabii Films Productions, Sigma Technologies, Soread 2M, KS Visions
- Producteurs exécutifs : Badria Jaïdi, Ali Kettani, Omar Jawal, Dino Sebti, Jean Pierre Krief
- Société de distribution : Rabii Films Productions
- Pays d'origine :  Maroc
- Langue : arabe marocain
- Budget : 1,8 million  de dirhams
- Genre : drame
- Durée : 84 minutes
- Date de sortie : mai 2007  Maroc

## Distribution
- Hicham Bahloul : Amin
- Mohamed Derhem : Ba Jelloul
- Mohamed Marouazi : Aziz
- Al Arab Kaghat : l'oncle Az
- Amal Setta : Hourya
- Nadia Alami : Batoul
- Khouloud : Soumya
- Fatim-zahra Lahlou : Najat
- Rafiq Boubker : Bachir le rasta
- Mohamed Sekkat : le soudeur
- Hassan Bouanane : Bouchta
- Mohamed Adil : Maalem Abbas
- Amina Rachid : mère de Batoul
- Fatima Moustaid : mère de Hourya
- Ahmed Taïeb El Alj : professeur Bentaleb
- Chama Halqa : vendeuse
- Abdelhak Berni : Abdou
- Noureddine Chaouni : inspecteur de police
- Mohamed Lemrini : Ba Hmad
- Samira Lasfar : Zineb
- Amal El Ouazzani : chanteuse
- Jean Pierre Favre : touriste américain

## Récompenses
- Grand Prix du 9e Festival national du film marocain (2007)
- Prix du son du 9e Festival national du film marocain (ex-aequo)
- Prix de la critique du 9e Festival national du film marocain (hors compétition officielle)
- Prix spécial du jury du Festival international du cinéma méditerranéen de Tétouan
- Prix du public du Festival international du cinéma méditerranéen de Tétouan
- Prix du meilleur réalisateur du 2e Festival international du film arabe d'Oran
- Prix de la meilleure photographie du Festival international du film de Dubaï (2007)
- Prix de bronze du Festival international du film de Damas

## Autour du film
- Les Cœurs brûlés a été tourné dans la  médina de Fès
- Hicham Bahloul s'est fait couper deux fois la main, en reprenant la même séquence. Quatre points de sutures à l'annulaire et trois à l'index, « les accidents sont fréquents. Cela me fait plaisir puisqu'un tel accident montre que je pénètre comme il faut dans le rôle que j'interprète », dit Hicham Bahloul[1].
- « Je l'ai tourné en cinq semaines avec très peu de moyens, dans les conditions d'un premier film », dit Ahmed El Maânouni[2].

## Citations
- « Les Cœurs brûlés est un film très personnel, puisqu'il est basé sur un récit autobiographique. Son écriture a été douloureuse, il m'a fallu beaucoup de courage pour me raconter à cœur nu. Le scénario est né lors d'une visite de la tombe de mon oncle. Ce besoin de questionnement sur les blessures de l'enfance constitue le thème principal de mon film », raconte Ahmed El Maânouni dans une interview au journal Le Matin[3].